# Metana

Mapa con algunas de las principales ciudades de la antigua Argólida donde se aprecia la ubicación de Metana.

Metana (en griego, Μέθανα) es una ciudad y un antiguo municipio en el Peloponeso, península griega. Desde la reforma del gobierno local de 2011 es parte del municipio de Trizinia-Metana, del cual es una unidad municipal.
Metana se encuentra en una península volcánica (el volcán Metana), unida a la del Peloponeso. Administrativamente, pertenece a la región del Ática. La ciudad (con una población de 892 habitantes en 2011) se encuentra al norte de la carretera que conecta con el resto del Peloponeso y Galatas. El punto más alto es de 740 m (montaña Helona). La unidad municipal tiene una superficie de 50.161 kilómetros cuadrados y una población censada de 2057 habitantes en 2001. Sus principales asentamientos, además de la ciudad de Metana son Vathy (población: 129), Megalojori (115), Kounoupitsa (75), Kypseli (47), Agioi Theodoroi (45), y Dritsaíika (205).

## Subdivisiones
La unidad municipal de Metana está subdividida entre las siguientes comunidades locales (con los siguientes pueblos entre corchetes):
- Kounoupitsa (Kounoupitsa, Agios Georgios, Agios Nikolaos, Makrylongos, Palia Loutra)
- Kypseli (Kypseli, Agioi Theodoroi)
- Loutropoli Methanon (Methana, Dritsaiika)
- Megalojori (Megalojori, Vathy, Kaimeni Chora, Megalo Potami)

## Población histórica
| Año  | Población de la comunidad local | Población de la unidad municipal |
| ---- | ------------------------------- | -------------------------------- |
| 1981 | 1035                            | -                                |
| 1991 | 1054                            | 2056                             |
| 2001 | 1148                            | 2057                             |
| 2011 | 1097                            | 1657                             |

La mitad de la población de toda la península vive en la ciudad de Metana.

## Actividad volcánica

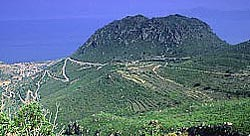
Volcán Metana.

La península es totalmente de origen volcánico y contiene más de 30 centros de erupción. La última erupción se produjo cerca de la actual Kameni Chora en 230 a. C., y un volcán submarino entró en erupción en 1700. Escritores famosos como Ovidio, Estrabón y Pausanias informaron la última erupción volcánica en Metana. La península es el noroccidental del arco de islas del Egeo de las cuales las áreas volcánicas activas son Metana, Milos, Santorini y Nísiros. En el futuro, Metana (y la zona del golfo Sarónico) pueden esperar otras erupciones volcánicas.

## Geografía
Gran parte de la península es montañosa y poblada y cubierta de hierba. Una cordillera abarca la parte central de la península y tiene una pequeña creta hacia el norte. La zona residencial se encuentra junto al mar. También hay pastos alrededor de Metana. Hay una cresta montañosa en el oeste de unos 3 km de largo con una corriente de agua en el medio y un acantilado en el sur.

## Historia

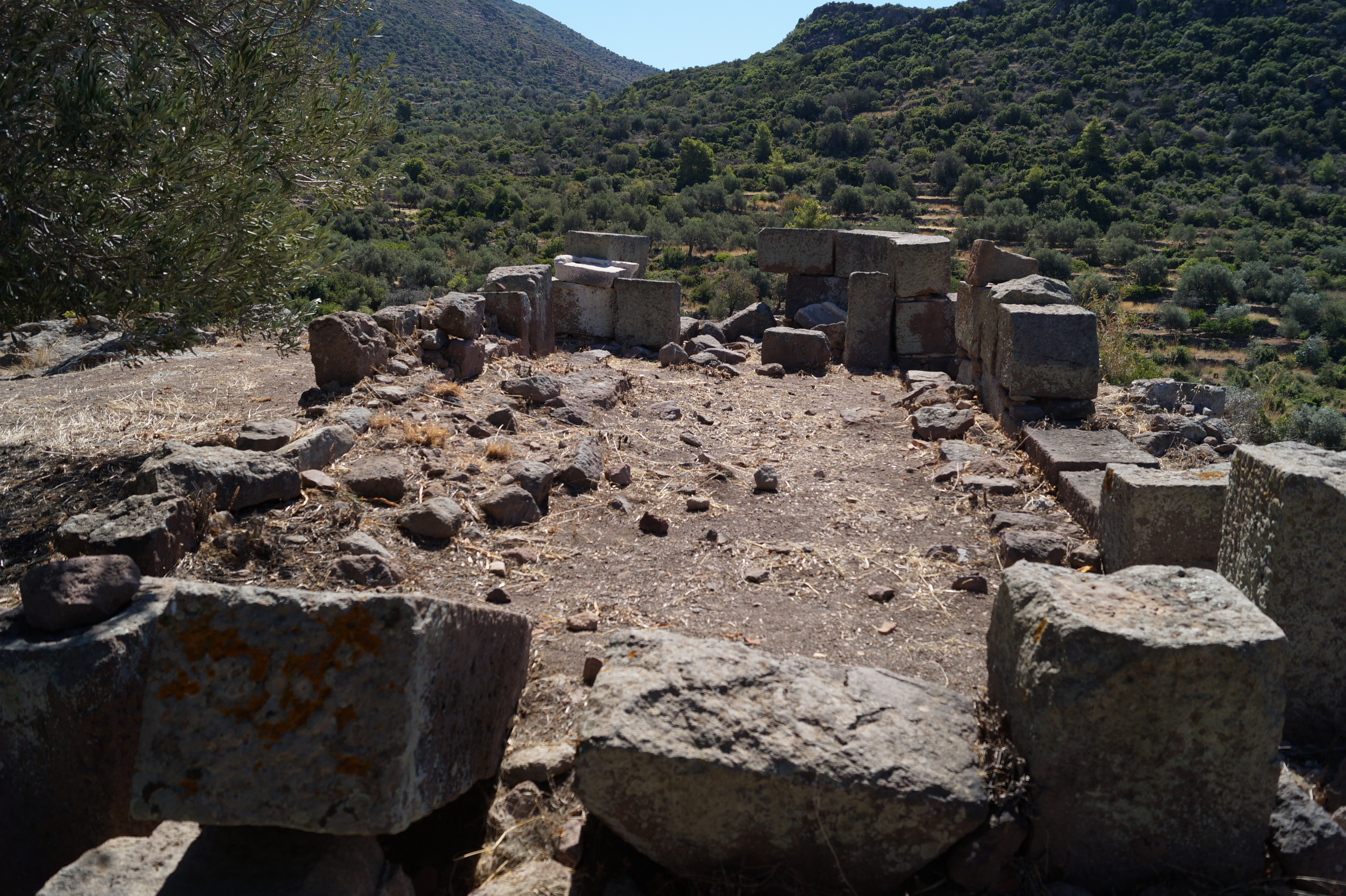
Restos de una primitiva iglesia cristiana en la acrópolis de Paleokastro, en Metana.

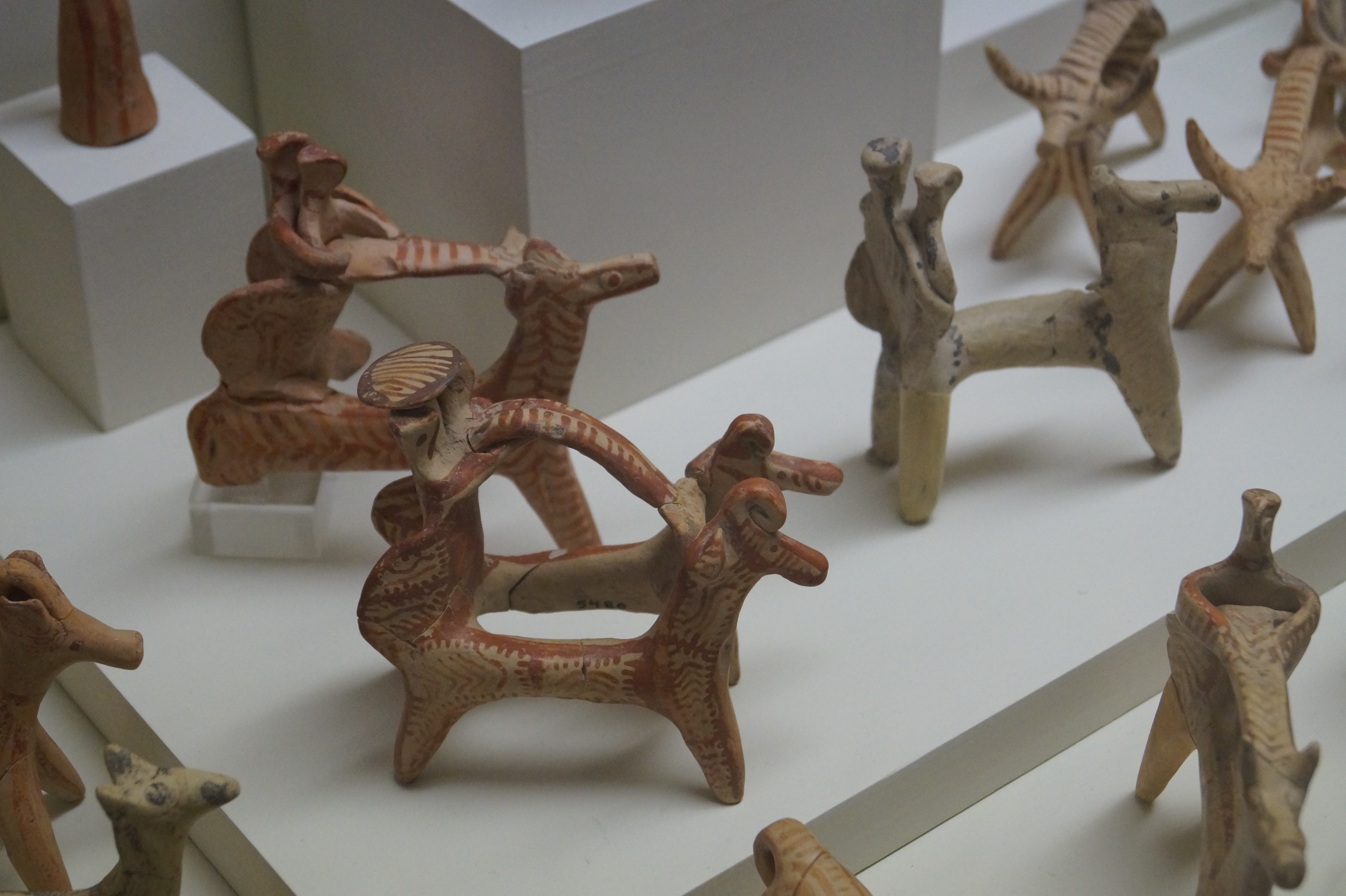
Figurillas micénicas encontradas en el yacimiento de Agios Konstantinos.

Muchos sitios antiguos fueron identificados a través de la prospección arqueológica realizada en la década de 1980 por la Universidad de Liverpool, en colaboración con la Escuela Británica de Atenas. La acrópolis del Paleokastro se encuentra cerca del pueblo de Vathy. Hay otras fortalezas en Kypseli y en la ciudad principal en Nisaki (griego: Νησάκι, lo que significa pequeña isla). 
Un asentamiento micénico fue excavado por Eleni Konsolaki-Jiannopoulou entre 1990 y 2000 junto a la capilla de los santos Konstantino y Elena. Las excavaciones han sacado a la luz los restos de un complejo de edificios que, debido a que se ha encontrado diverso material destinado a la adoración como figurillas de arcilla o restos de animales, se considera que tenía una función de santuario religioso. Muchas de las figuras de arcilla tienen forma de animales y algunas representan espectáculos de taurocatapsia y caballos montados por jinetes. El santuario fue destruido probablemente por un terremoto. Numerosos hallazgos de este lugar se encuentran en los museos de la isla de Poros y en El Pireo. 
En su Historia de la Guerra del Peloponeso, Tucídides relata que un ejército ateniense bajo el mando de Nicias, después de derrotar a Corinto (en 425 a. C.), llegó al istmo donde se encontraba Metana y fortificó el lugar. También la cita cuando señala que uno de los acuerdos de la paz de Nicias era la devolución de Metana a los lacedemonios. En el período helenístico, la península se convirtió en una de las bases de Ptolomeo I en el mar Egeo, cuando pasó a llamarse Arsínoe. Tradicionalmente, la población de Metana han sido arbanitas.

## Personajes ilustres
- Giorgos Batis (1885–1967), cantante.
- Lina Nikolakopoulou, letrista.